# Love and Duty
Love and Duty er en amerikansk stumfilm fra 1916 af Arthur Hotaling og Will Louis.

## Medvirkende
- Oliver Hardy som Plump.
- Billy Ruge som Runt.
- Bert Tracy som Tracy.
- Florence McLaughlin.